# Falling in Between
Falling In Between — дванадцятий студійний альбом гурту Toto, випущений у лютому 2006 року, лейблом Frontiers Records.

## Композиції
1. «Falling in Between» — 4:06
2. «Dying on My Feet» — 6:11
3. «Bottom of Your Soul» — 6:58
4. «King of the World» — 4:04
5. «Hooked» — 4:36
6. «Simple Life» — 2:22
7. «Taint Your World» — 4:01
8. «Let It Go» — 5:00
9. «Spiritual Man» — 5:22
10. «No End in Sight» — 6:10
11. «The Reeferman» — 1:46 (Canadian and Japanese bonus cut)

## Персоналії
Toto
- Боббі Кімбелл: вокал
- Стів Лукатер: гітара, бек-вокал, лід-вокал у піснях 1, 2, 6, 8, 11 та 13
- Девід Пейч: клавішні, бек-вокал, лід-вокал у пісні 14
- Майк Поркаро: бас-гітара
- Саймон Філіпс: барабани